# He Who Gets Slapped
He Who Gets Slapped é um filme mudo norte-americano de 1924, do gênero drama, dirigido por Victor Sjöström e estrelado por Lon Chaney, Norma Shearer e John Gilbert, com roteiro baseado no romance russo Тот, кто получает пощёчины, do dramaturgo Leonid Andreiev.

## Elenco
- Lon Chaney ... Paul Beaumont / HE
- Norma Shearer ... Consuelo
- John Gilbert ... Bezano
- Ruth King ... Maria Beaumont
- Marc McDermott ... barão Regnard
- Ford Sterling ... Tricaud
- Tully Marshall ... Tia Mancini